# Mentalsjukhus

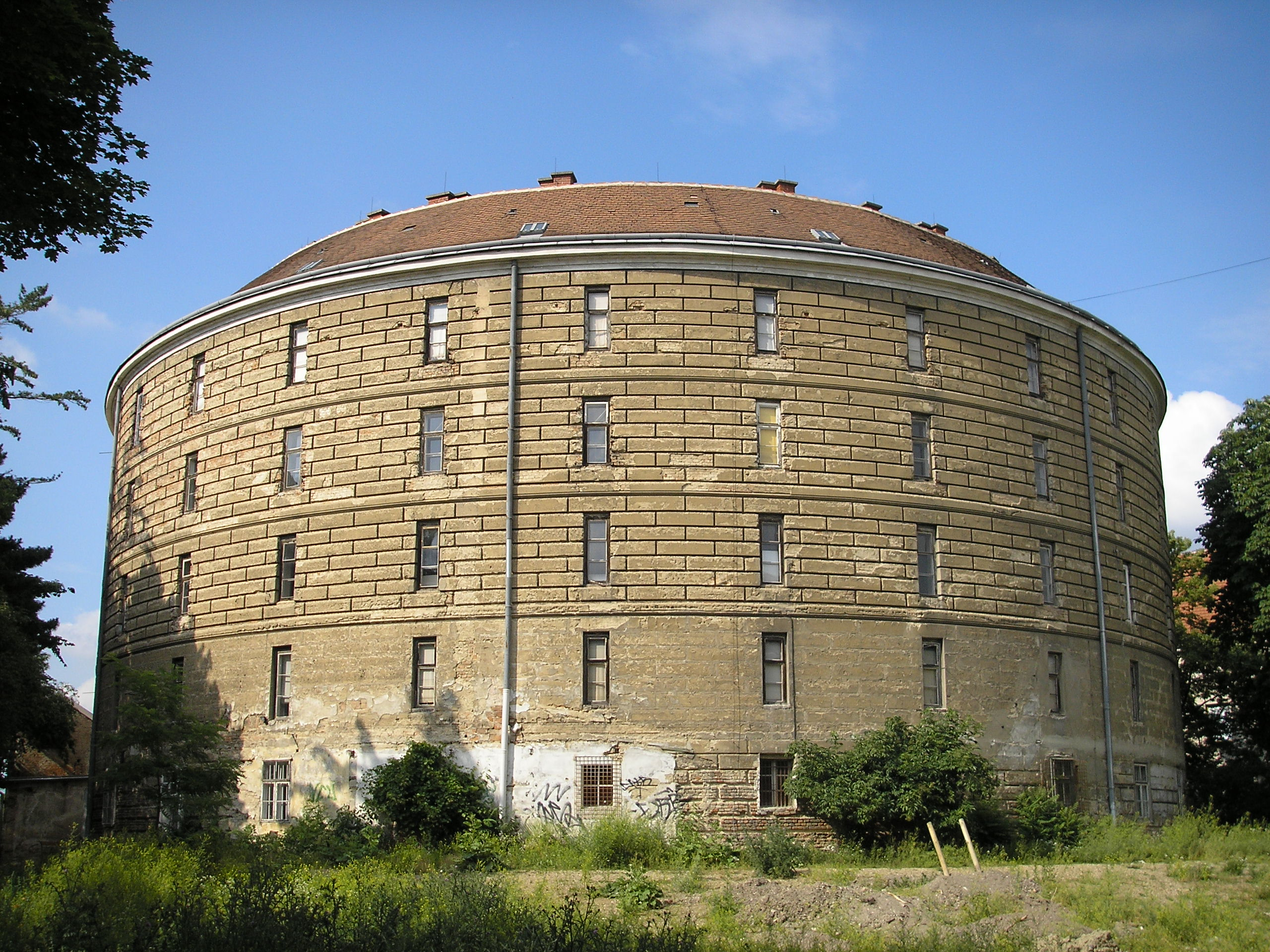
Ett hospital i Österrike byggt 1784.

Mentalsjukhus, sinnessjukhus eller dårhus är olika tidigare benämningar för vårdanläggningar där psykiatrisk vård bedrivits, antingen som eget sjukhus eller som del av en större anläggning. Institutionen som bedriver vården kunde vara öppen eller sluten.
Benämningen mentalsjukhus ersatte 1958 beteckningen sinnessjukhus, som i sin tur 1929 ersatte hospital. Mentalsjukhusen i Sverige var från 1970-talet under successiv avveckling, eftersom deras inriktning och utformning inte var i överensstämmelse med riktlinjerna för modern psykiatrisk vård. I slutet av 1960-talet fanns det 26 000 vårdplatser på mentalsjukhus i Sverige. I början av 1990-talet hade antalet reducerats till omkring 5 000 platser.